# Casa de Hanovra

Casa de Hanovra, dinastie de origine germană. În anul 1714 Casa de Hanovra a urmat dinastiei Stuart pe tronul Regatului Marii Britanii. În anul 1840, cu ocazia căsătoriei reginei Victoria a Marii Britanii (din Casa de Hanovra) cu prințul Albert de Saxa-Coburg și Gotha numele oficial al casei regale britanice a devenit cel al Casei de Saxa-Coburg și Gotha. În timpul Primului Război Mondial casa domnitoare a Marii Britanii și-a schimbat numele în „Casa de Windsor“, pentru a evita suspiciunile germanofile.